# Parrocchia di Saint Tammany
La parrocchia di Saint Tammany (in inglese Saint Tammany Parish) è una parrocchia dello Stato della Louisiana, negli Stati Uniti. La popolazione al censimento del 2000 era di 191 268 abitanti. Il capoluogo è Covington.
La parrocchia (in Louisiana le parrocchie costituiscono un livello amministrativo equivalente a quello delle contee degli altri stati degli USA) fu creata nel 1810.